# Škoda Roomster
Škoda Roomster este un MPV (Multi Purpose Vehicle) cu 5 uși care facilitează petrecerea timpului în aer liber.
Varianta utilitară, denumită sugestiv Škoda Praktik, este un vehicul comercial ușor produs din martie 2007.